# Сервій Корнелій Косс
Се́рвій Корне́лій Косс (лат. Servius Cornelius Cossum; V століття до н. е.) — політичний і військовий діяч часів Римської республіки, ймовірно військовий трибун з консульською владою 434 року до н. е.

## Біографічні відомості
Походив з патриціанського роду Корнеліїв. Про батьків та молоді роки відомостей не збереглося.
Ймовірно (за Діодором Сицилійським) 434 року до н. е. його було обрано військовим трибуном з консульською владою разом з Марком Манлієм Капітоліном і Квінтом Сульпіцієм Камеріном Претекстатом. Про безпосередні дії Сервія Корнелія під час цієї каденції згадок немає.
Про його подальшу долю даних немає.